# Ong Hock Eng
Ong Hock Eng (ur. 8 października 1933 w Kajangu, zm. 3 sierpnia 2022) – malajski strzelec, olimpijczyk. 
Brał udział w Letnich Igrzyskach Olimpijskich 1960 (Rzym). Startował w kwalifikacjach trapu, których jednak nie przeszedł.